# День Виктории (фильм)
День Виктории — канадский независимый фильм 2009 года режиссёра Дэвида Безмозгиса, спродюсированный компанией Markham Street Films. В фильме снялись Марк Рендалл в главной роли, а также Холли Дево, Сергей Котеленец, Наталья Алексеенко, Джон Маврогианнис и Скотт Боден.

## Сюжет
Действие фильма происходит за неделю до длинных выходных Дня Виктории в Торонто в 1988 году. Сюжет показывает недельные приключения обычного шестнадцатилетнего подростка Бена Спектора и запутанные события, из которых складывается история его взросления.
Действие фильма начинается в воскресенье, 19 мая 1988 года. Приближаются выходные Дня Виктории, знаменующие окончание очередного учебного года в старшей школе. Внимание персонажей в первую очередь, кажется, приковано к финалу Кубка Стэнли, который проходит в Бостоне, где «Эдмонтон Ойлерз» (где играет Уэйн Гретцки) встречается с «Бостон Брюинз». Бен Спектор — азартный хоккеист, звезда своей команды низшей хоккейной лиги Toronto Red Wings, и в первых сценах фильма канадские зрители видят параллели со становлением молодого Гретцки.
Однако жизнь Бена меняет однр событие. Вместе со своими друзьями-сверстниками, Сэмми и Ноем, он посещает концерт Боба Дилана. Там Бен замечает Джордана Чепмена, своего одноклассника, товарища по хоккейной команде, который нередко досаждал ему, а теперь на его глазах пытался приобрести наркотики. Джордану не хватает пяти долларов на покупку, и он заставляет Бена поделиться с ним нужной суммой. Бен едва ли придал значение событию, не думая о том, как оно повлияет на его будущее.
Проходят несколько дней, в течение которых безуспешно пытаются найти исчезнувшего без вести Джордана. Не помогает даже поисковая группа, которую организовала городская полиция. Бена, который одним из последних видел Джордана, мучат угрызения совести. С другой стороны, стечение обстоятельств привело к началу многообещающего романа между Беном и пятнадцатилетней сестрой Джордана, Кайлой. Казалось, удача вновь улыбнулась Бену, но не всё оказывается так просто.

## В ролях
- Марк Рендалл — Бен Спектор
- Сергей Котеленец — Юрий Спектор
- Наталья Алексеенко — Мила Спектор
- Митчелл Амарал — Джордан Чепмен
- Холли Дево — Кайла Чепмен
- Джон Мавро — Сэмми Балабан
- Скотт Бодин — Ной Хартсман
- Грета Онейогоу — Сара
- Мелани Лейшман — Мелани
- Дуэйн Мюррей — тренер Кен
- Джефф Пустил — Джерри Чепмен
- Скотти Кук — Тим Уилсон
- Брендан Прайс — Брэд Маккоулоу

## Реакция
В фильме изображено много пригородов Торонто, в том числе такие городские достопримечательности, как Ontario Place. Поскольку действие фильма происходит в Канаде и он назван в честь канадского государственного праздника, в нём есть множество деталей, характерных для жизни подростков в Канаде. Несмотря на это, Безмозгис заявил: «Я не собирался снимать „типично канадский“ фильм, у меня был замысел снять фильм, отражающий мой опыт взросления, и Торонто просто случайно подвернулось как место действия. Это события, большая часть которых так же могла произойти в Чикаго, Нью-Йорке, Бостоне или Лос-Анджелесе. Но поскольку они произошли в Торонто, там есть элементы, характерные для Торонто, но сама история похожа на любую подростковую историю в Северной Америке».
Наконец, фильм был показан на кинофестивале «Сандэнс» в 2009 году в категории «Всемирный драматический конкурс». «Что можно считать рекордом, фильм был выбран для „Сандэнса“ быстрее, чем любой другой канадский фильм в истории — настолько, что пришлось в спешке собрать комплект материалов для прессы и другие рекламные материалы».